# Užice
Ne doit pas être confondu avec Úžice.
Užice (en serbe cyrillique : Ужице) est une ville de Serbie située dans le district de Zlatibor. Au recensement de 2011, la ville intra muros comptait 52 199 habitants et son territoire métropolitain, appelé ville d'Užice (Град Ужице et Grad Užice), 78 018.
Užice est le centre administratif du district de Zlatibor. La ville est également le centre économique le plus important de l'ouest de la Serbie et, de fait, elle compte parmi les zones les plus développées du pays et, depuis de nombreuses années, elle enregistre un excédent dans les opérations de commerce extérieur avec les pays étrangers. Dotée de nombreuses institutions éducatives et culturelles, par sa proximité avec les monts Tara et Zlatibor et avec ses hôtels et ses restaurants, elle constitue aussi un des centres touristiques de la région et du pays.

## Géographie
Užice est située à l'ouest de la Serbie, sur les rives de la rivière Đetinja, un des bras qui forme la Zapadna Morava. La ville se trouve à proximité des monts Tara (1 544 m), Zlatibor (1 496 m) et Zlatar (1 625 m) à l'ouest, des monts Javor (1 519 m) et Golija (1 834 m) au sud. Au nord, s'étend le mont Crnokosa et, à l'est, le mont Krstac. Par son emplacement, Užice se trouve sur une des marges orientales des Alpes dinariques.
Outre la Đetinja, les rivières les plus importantes de la région sont la Drina, le Lim et l'Uvac.

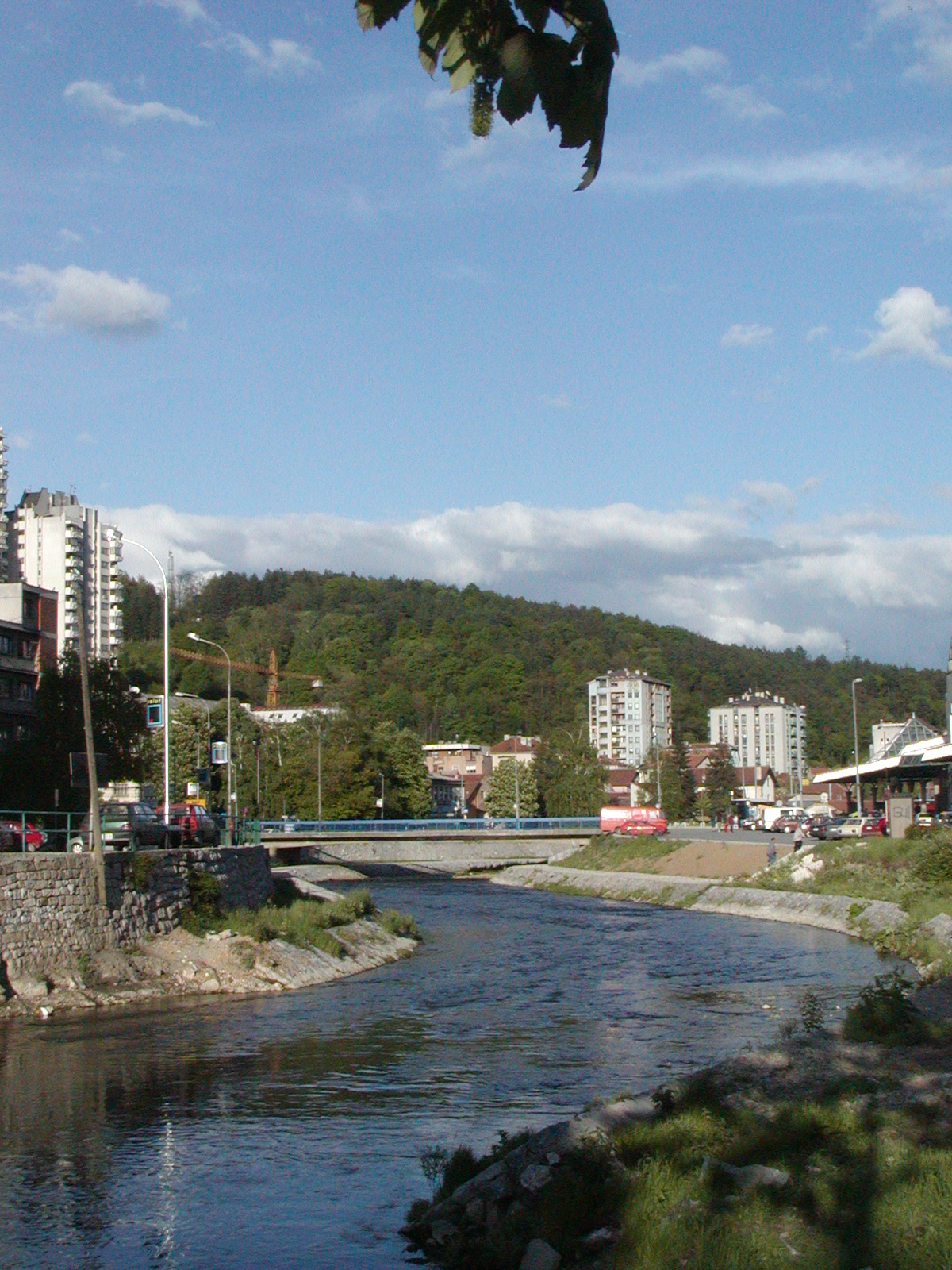
La Đetinja à Užice

Užice est située à 21 km de Čajetina (au sud-ouest), à 24 km de Požega (à l'est) et à 31 km de Bajina Bašta (au nord-ouest) ; plus au nord se trouve la ville de Kosjerić et, plus à l'est, celle de Čačak. Toutes ces villes font partie du district de Zlatibor, dont Užice est le centre administratif, à l'exception de Čačak, qui est le centre administratif du district de Moravica.
Le territoire de la ville s'étend sur 6 172 km2. Il est bordé par les municipalités de Bajina Bašta et Kosjerić au nord, Požega à l'est, Arilje et Čajetina au sud. À l'ouest, il est délimité par la frontière entre la Bosnie-Herzégovine et la Serbie.

## Climat
Le climat d'Užice est officiellement enregistré par La station météorologique de Požega, située à 24 km à l'est de la ville, à 310 m d'altitude ; cette station enregistre des données depuis 1895 (coordonnées 43° 51′ N, 20° 02′ E). Globalement, La région d'Užice se caractérise par un climat montagnard dans ses parties les plus élevées et par un climat continental modéré dans ses zones les plus basses.
La température maximale jamais enregistrée à la station de Požega a été de 41,0 °C le 27 juillet 2007 et la température la plus basse a été de −30,7 °C le 13 janvier 1985. Le record de précipitations enregistré en une journée a été de 101,3 mm le 30 juillet 1999. La couverture neigeuse la plus importante jamais enregistrée a été de 55 cm.
Pour la période de 1961 à 1990, les moyennes de température et de précipitations s'établissaient de la manière suivante :
| Mois                                       | Janv | Fév  | Mars | Avr  | Mai  | Juin | Juil | Août | Sept | Oct  | Nov  | Déc  | Année |
| ------------------------------------------ | ---- | ---- | ---- | ---- | ---- | ---- | ---- | ---- | ---- | ---- | ---- | ---- | ----- |
| Températures maximales moyennes (°C)       | 1,7  | 6,0  | 11,5 | 16,9 | 21,6 | 24,5 | 26,6 | 26,6 | 23,2 | 17,4 | 10,0 | 3,1  | 15,8  |
| Températures moyennes (°C)                 | -2,6 | 0,7  | 5,1  | 10,1 | 14,7 | 17,7 | 19,2 | 18,6 | 15,1 | 9,9  | 4,3  | -0,7 | 9,3   |
| Températures minimales moyennes (°C)       | -6,4 | -3,6 | -0,4 | 3,6  | 8,4  | 11,8 | 12,9 | 12,5 | 9,6  | 4,8  | 0,4  | -4,0 | 4,1   |
| Moyennes mensuelles de précipitations (mm) | 52,1 | 42,4 | 49,3 | 58,0 | 86,7 | 84,1 | 80,5 | 60,0 | 59,2 | 49,9 | 62,4 | 56,0 | 739.9 |

## Histoire

### Préhistoire et Antiquité
La région d'Užice est habitée depuis le Paléolithique, ainsi qu'en témoignent des traces de présence humaine dans une grotte située près du village de Potpeće, à l'est de la ville ; dans la même grotte ont été trouvés des ossements d'ours des cavernes (Ursus spelaeus). Plusieurs sites du Néolithique ont également été mis au jour, dont l'un est situé sur le territoire de l'actuel village de Stapari ; situé à 11 km de la ville dans la vallée de la Đetinja, il se trouve sur la colline Velika gradina ; on y a retrouvé des objets caractéristiques de la culture de Vinča-Turdas (5500-4500), haches de pierre, manches de haches, céramiques, ainsi que d'autres objets datant de la culture plus ancienne de Starčevo (6200-5200) et datant de la culture plus récente de Vučedol (3000-2200), appartenant au Chalcolithique ; cette durée dans le peuplement préhistorique en fait un des sites les plus riches et les plus importants de l'ouest de la Serbie. Un autre site se trouve près de Karan, sur la rive gauche de la rivière Lužnica, où ont été mises au jour des céramiques caractéristiques de la culture de Vinča-Turdas, et d'autres encore à Buar et à Bioska. Les sites de Drežnik et Ribaševina témoignent de l'activité humaine à l'âge du bronze ; d'autres datent de l'âge du fer et de la culture de Halstatt, près de Kremna, de Trnava, de Karan ou de Ribaševina ; remontant à l'âge du fer, mais d'époque plus récente, des fibules ont été découvertes à Stapari et des colliers d'ambre à Kremna.
À l'époque historique, les premiers habitants d’Užice et de ses environs étaient des Illyriens appartenant aux tribus des Parthini et des Autariates ; de cette période subsistent encore aujourd'hui des tombes et quelques vestiges. Le secteur fut ensuite annexé par l’Empire romain et intégré à la province de Dalmatie, ce qui eut comme conséquence la romanisation des Illyriens. Selon certaines sources, l'actuelle Užice pourrait être construite sur le site d'un ancien municipe appelé Capedunum, mais qui ne correspond peut-être pas à Capedunm, l'une des capitales des Scordiques.

### Moyen Âge

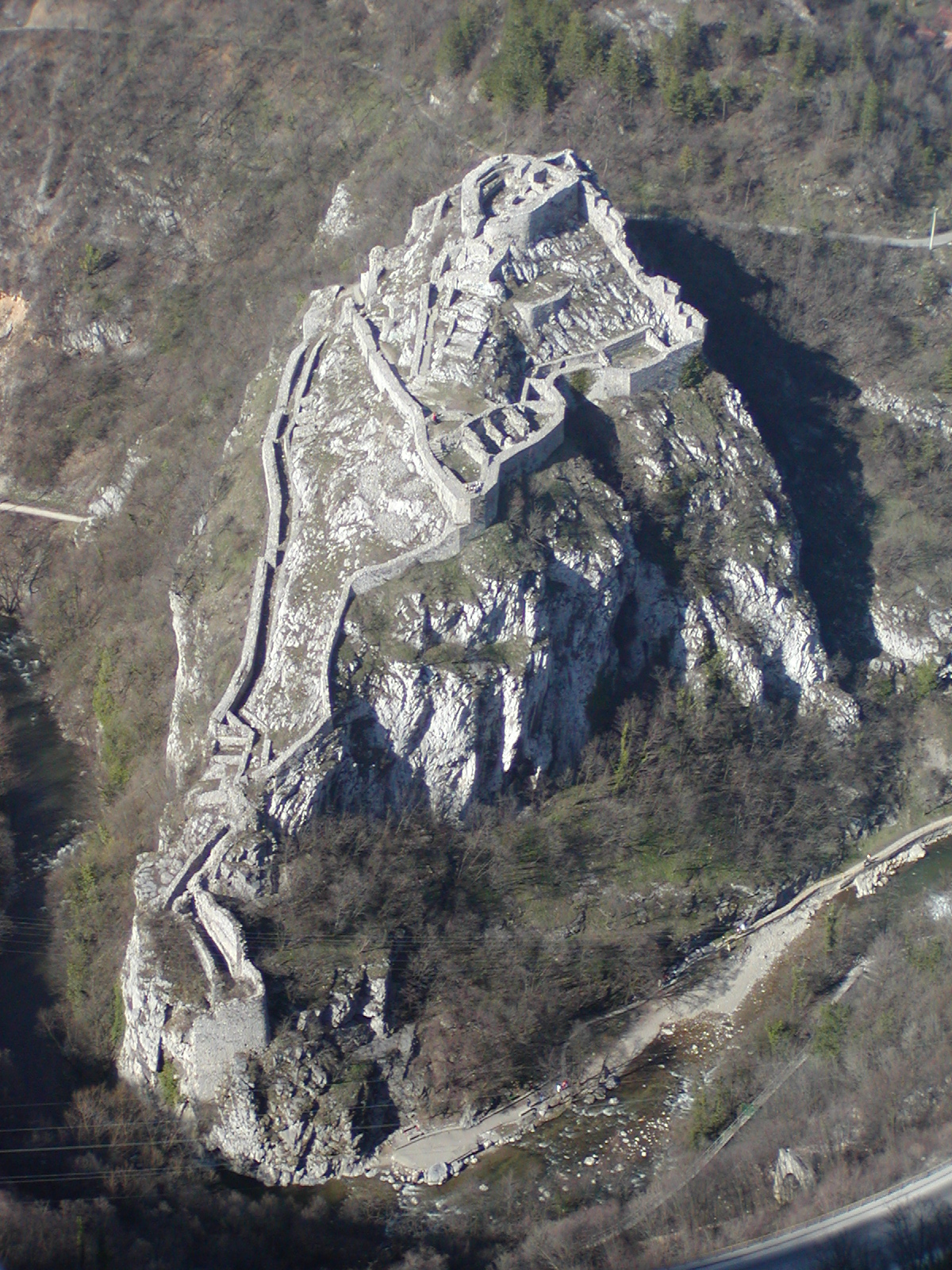
La forteresse de Stari Grad, dominant Užice

À partir du VIe siècle, la région fut habitée par des tribus slaves, dont les Serbes venus de Serbie blanche ; selon l'empereur byzantin Constantin VII Porphyrogénète (913-959) et son ouvrage De Administrando Imperio, les Serbes habitaient au IXe siècle une vaste région recouvrant l'ancienne province de Dalmatie et allant jusqu'à la Save au nord et à l'Ibar à l'est. Vers 1180, le Grand župan de la principauté de Rascie, Stefan Nemanja, annexa la région à ses terres ; elle fit ensuite partie des possessions du prince Stracimir. En 1282, le roi Stefan Dragutin abdiqua en faveur de son frère Milutin ; en revanche, il conserva pour lui la région d’Užice ; en 1284, le roi de Hongrie Ladislas IV lui offrit la région de la Mačva. Dragutin créa alors un royaume auquel il donna le nom de Syrmie (Srem) ; Užice fit partie de ce grand ensemble. À la mort de Dragutin, son fils lui succéda quelque temps mais ses terres furent ensuite de nouveau réunies à la Serbie.
Le nom d’Užice est attesté pour la première fois dans un document daté du 9 octobre 1329. La région était alors contrôlée par le župan Petar (Brajan), un féodal au service des Nemanjić ; il est le fondateur de l'Église blanche de Karan, construite entre 1340 et 1342. Après la mort de l'empereur Stefan Dušan en 1355, la ville passa sous le contrôle de Vojislav Vojinović puis entre celles du župan serbe Nikola Altomanović (1348-1373), tous deux membres de la dynastie des Vojinović. Mais Nikola Altomanović dut affronter une armée conduite par le prince serbe Lazar Hrebeljanović et par le roi de Bosnie Tvrtko Ier et, acculé dans la forteresse d'Užice, il fut fait prisonnier et condamné à être aveuglé,. La ville entra alors dans les possessions du prince Lazar (mort en 1389). Par la suite, la ville fit partie du despotat de Serbie.

### Période ottomane

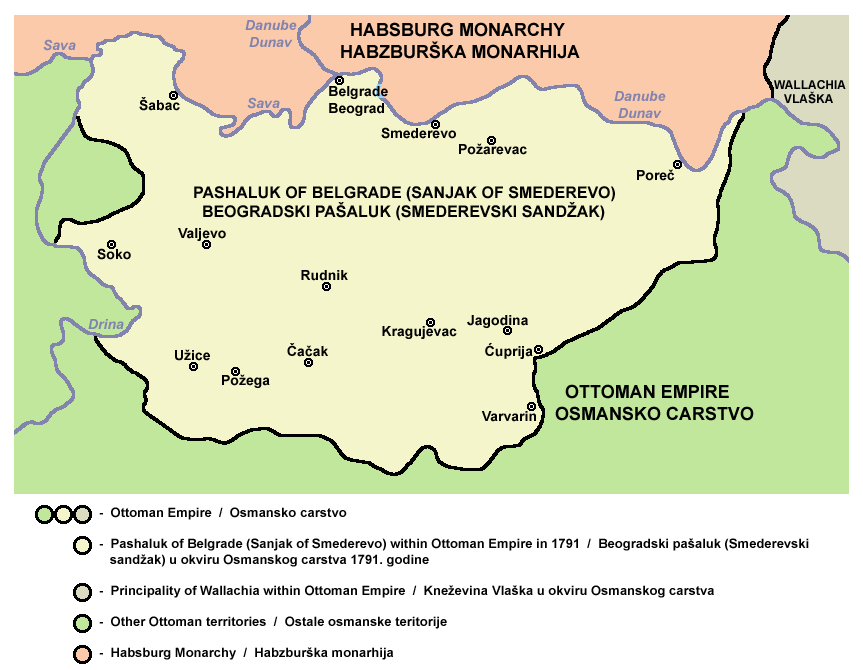
Užice dans le sandjak de Smederevo (pachalik de Belgrade) en 1791

Les Ottomans s'emparèrent d'Užice en 1459 et la ville fut rattachée au sandjak de Smederevo, une subdivision administrative de l'Empire ; selon de le recensement turc de 1476, elle faisait également partie du kadiluk de Brvenik et dans la nahija de Brvenik, Rujno et Osat, dont le siège était situé à Brvenik, au confluent de la Brvenika et de l'Ibar ; dans ce recensement Užice est considérée comme un village, c'est-à-dire une localité non fortifiée. Un peu avant 1516, le kadiluk de Brevnik fut réorganisé et trois nahijas, Užice, Rujno et Valjevo, furent intégrées dans le kadiluk nouvellement formé d'Užice ; en 1541, le sandjak de Smederevo, qui jusqu'alors faisait partie de l'eyalet ou pachalik de Roumélie, fut intégré au pachalik de Buda et y demeura jusqu'à la prise de Buda par les Autrichiens en 1686 ; devenue siège d'un kaliduk, la localité obtint le statut de ville (kasaba). Užice, qui, dans les années 1480, comptait 64 foyers vit sa population augmenter rapidement au cours du XVIe siècle ; dans les années 1560, la ville, divisée en dix quartiers (mahalas), comptait 600 foyers et 30 célibataires ; les foyers chrétiens étaient au nombre de 32 et les convertis à l'Islam représentaient 16,33 % de la population. Dans la première moitié du XVIIe siècle, le géographe turc Ćatib Čelebija (ĆHadži Kalfa) considère ainsi Užice comme une grande ville. Dans la seconde moitié du XVIIe siècle, Au XVIIe siècle, la ville fut également visitée par le voyageur ottoman Evliya Çelebi qui en décrit les mosquées, les lieux de cultes et les bâtiments principaux.

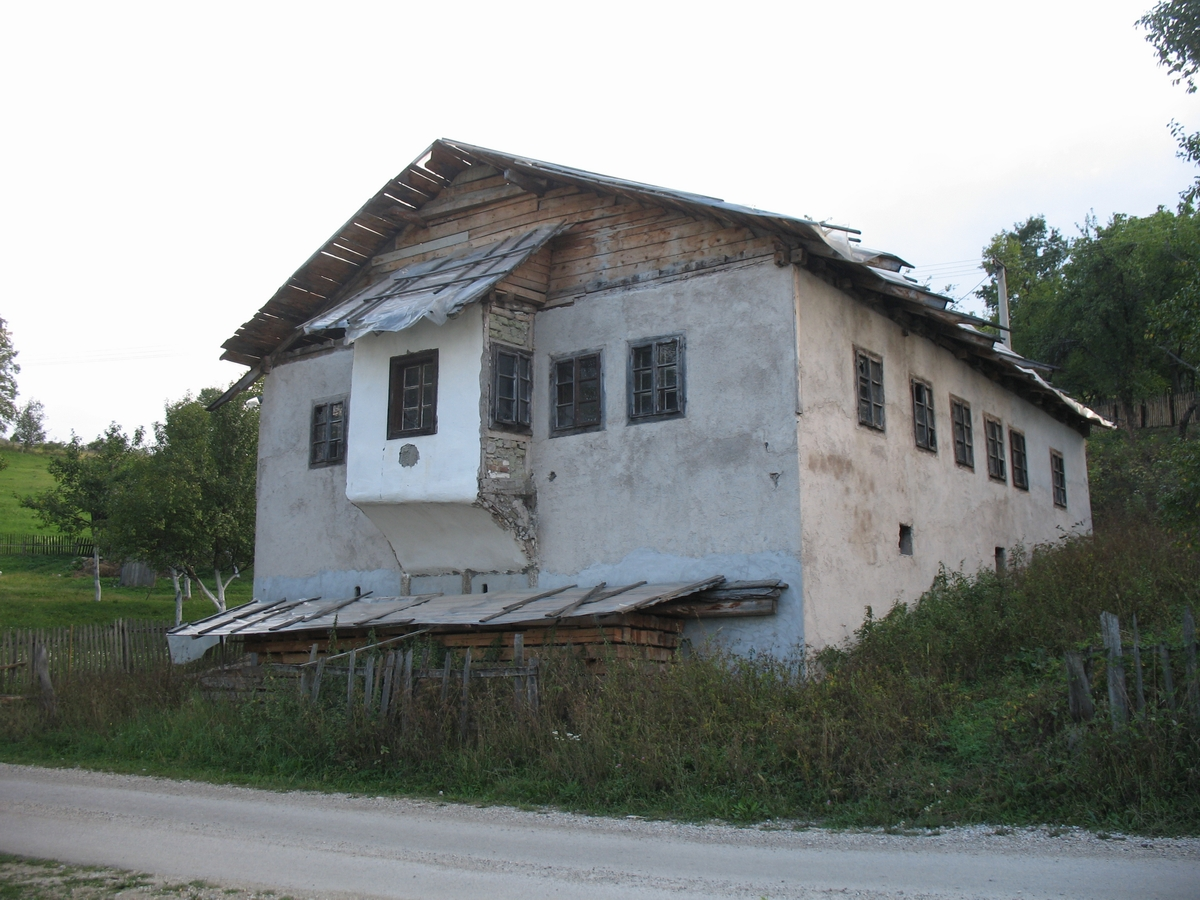
Le ancien han de Kremna, caractéristique de l'influence architecturale ottomane.

Užice et sa région connurent les contrecoups de la guerre austro-turque de 1683-1699 ; marquée à ses débuts par le siège de Vienne (1683), elle tourna à la défaveur des Ottomans. L'ouest de la Serbie entra en rébellion contre les Turcs et, en 1688, un détachement de 4 000 hommes marcha de Valjevo à Užice ; les insurgés s'emparèrent pour un temps de la ville et de sa forteresse mais les Turcs reprirent la région et y exercèrent des représailles. Au début du XVIIIe siècle, Užice fit partie du pachalik de Belgrade formé sur la partie restée ottomane de l'ancien pachalik de Buda. Après la guerre austro-turque de 1716-1718 et à la suite du traité de Passarowitz, le nord du pachalik passa entre les mains des Autrichiens mais la ville demeura sous contrôle turc et devint une ville frontière. Au cours de la guerre austro-turque de 1737-1739, l'armée autrichienne, commandée par le feld-maréchal Friedrich Heinrich von Seckendorff, avança jusqu'à Užice, et, le 30 septembre 1737, assiégea la ville et s'en empara le 2 octobre et les Turcs de la ville durent se réfugier à Višegrad, emportant avec eux leurs biens et leur famille. La prise d'Užice constitua le dernier succès autrichien de cette guerre. Ibrahim Pacha Skopljak reprit la ville le 1er mars 1738, après un siège de trois semaines. À la fin du XVIIIe siècle, en 1788, la ville fut encore impliquée dans la révolte de la Krajina de Koča, une révolte opposant les Serbes aux occupants ottomans ; les Autrichiens l'encouragèrent mais ne la soutinrent que faiblement. Son échec entraîna une forte répression. L'historien serbe Dušan T. Bataković décrit « l'amertume » des Serbes qui se sentirent abandonnés par les Autrichiens et il ajoute : « Ce fut au cours de cette guerre que, pour la dernière fois, les Serbes se sont battus pour défendre les intérêts d'autrui ». Une chanson populaire très connue, portant le nom de Oj Užice était chantée à la fin du XVIIIe siècle,,.
La ville resta sous domination turque jusqu’en 1807, quand elle fut libérée au cours du premier soulèvement serbe contre les Turcs.

### XIXesiècle
Au cours du XIXe siècle, la ville connut un important essor économique. En 1900, elle fut la première ville de Serbie à être dotée d’une centrale hydroélectrique.

### XXesiècle

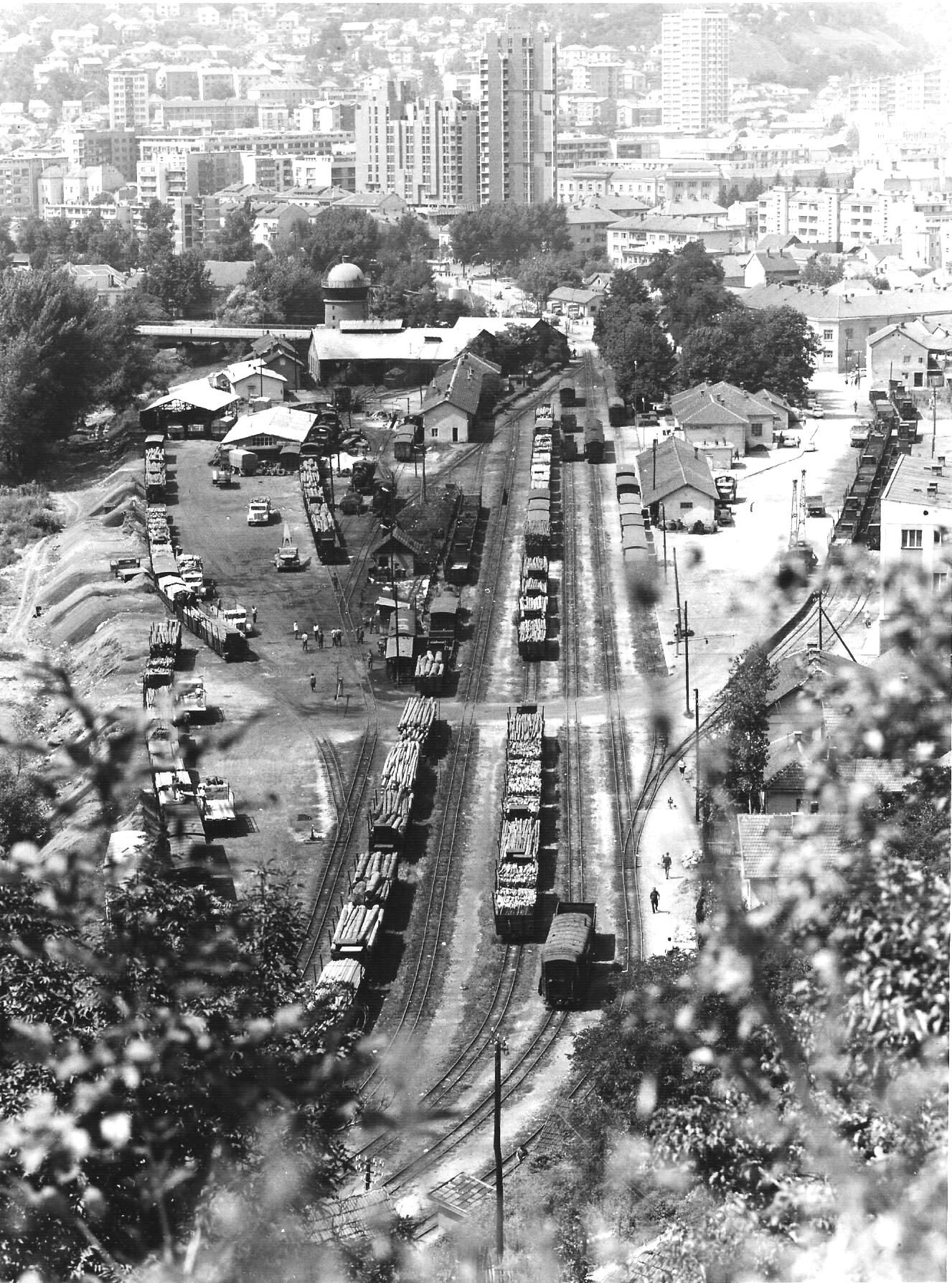
La gare de Titovo Užice en 1970

En 1941, alors qu'une grande partie du royaume de Serbie vivait sous l'occupation nazie, Užice fut libérée par les Partisans communistes, qui en firent la capitale de la république d’Užice. Cet État dura 67 jours, du 24 septembre au 29 novembre 1941 ; il était délimité par la Drina à l'ouest, la Zapadna Morava à l'est, le Skrapež au nord et l'Uvac au sud. L'industrie de la ville fut convertie à des usages militaires et à la construction de lignes de chemin de fer et de routes. Le président de cette république était Dragojlo Dudić et, le vice-président, officiellement nommé secrétaire général, Josip Broz Tito. Le gouvernement était constitué de conseils du peuple (odbori). Les communistes ouvrirent des écoles et publièrent un journal intitulé Borba, « La Lutte ». Au plus fort de leurs succès, ils réussirent à mettre en place un service postal et à contrôler près de 145 km de voies ferrées. Une fabrique de munitions était installée dans les caves de la banque d'Užice. Après la Seconde Guerre mondiale, Užice fut renommée Titovo Užice (en serbe cyrillique : Титово Ужице), l’« Užice de Tito ». La ville reçut alors des fonds, développa ses moyens de communication et ses infrastructures industrielles et devint l’une des plus grandes cités de Yougoslavie. En 1992, après la chute du régime communiste, elle retrouva son ancien nom.
En 1999, au moment des guerres de Yougoslavie, la ville subit de nombreux bombardements de la part des forces de l’OTAN.

## Localités de la ville d'Užice

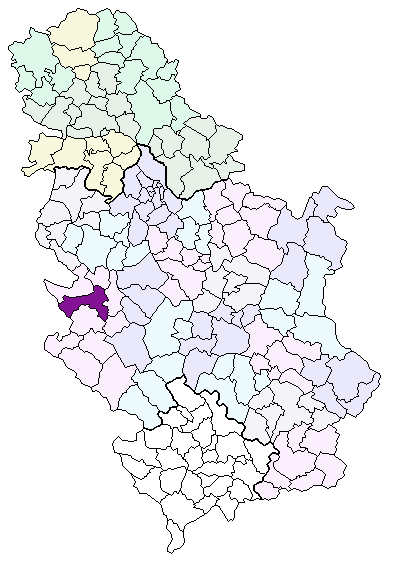
Localisation de la municipalité d'Užice en Serbie

La ville d'Užice (ex-municipalité) compte 41 localités :
- Bioska
- Bjelotići
- Buar
- Vitasi
- Volujac
- Vrutci
- Gorjani
- Gostinica
- Gubin Do
- Dobrodo
- Drežnik
- Drijetanj
- Duboko
- Zbojštica
- Zlakusa
- Kamenica
- Karan
- Kačer
- Keserovina
- Kotroman
- Krvavci
- Kremna
- Kršanje
- Lelići
- Ljubanje
- Mokra Gora
- Nikojevići
- Panjak
- Pear
- Ponikovica
- Potočanje
- Potpeće
- Ravni
- Raduša
- Ribaševina
- Sevojno
- Skržuti
- Stapari
- Strmac
- Trnava
- Užice

Depuis la loi sur l'organisation territoriale de la république de Serbie, votée le 28 décembre 2007, Užice fait officiellement partie des 24 villes (au singulier : Град / Grad ; au pluriel : Градови / Gradovi) de Serbie. Sevojno est officiellement classé parmi les « localités urbaines » (en serbe : градско насеље et gradsko naselje). Toutes les autres localités sont considérées comme des « villages » (село/selo).

## Démographie

### Užiceintra muros

#### Évolution historique de la population
| 1948   | 1953   | 1961   | 1971   | 1981   | 1991   | 2002   | 2011   |
| ------ | ------ | ------ | ------ | ------ | ------ | ------ | ------ |
| 10 151 | 13 255 | 20 060 | 34 555 | 46 733 | 53 607 | 54 717 | 52 199 |

## Religion
Sur le plan religieux, la ville d'Užice est essentiellement peuplée de Serbes orthodoxes. Užice et sa région relèvent de l'éparchie de Žiča (en serbe cyrillique : Епархија жичка), qui a son siège au monastère de Žiča, près de Kraljevo.

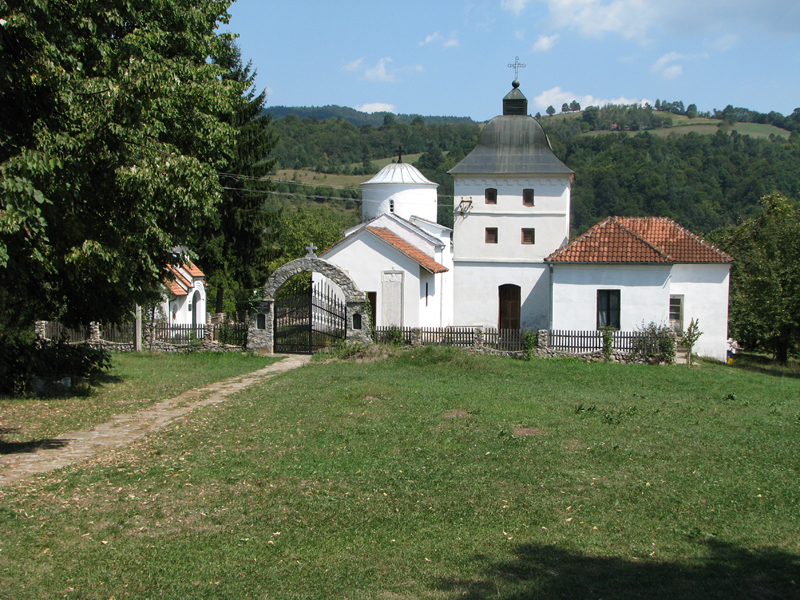
L'église blanche de Karan (XIVe siècle)

## Politique

### Élections locales de 2004
À la suite des élections locales serbes de 2004, les 67 sièges de l'Assemblée municipale d'Užice se répartissaient de la manière suivante :
| Parti                        | Sièges |
| ---------------------------- | ------ |
| Parti démocratique           | 16     |
| Parti radical serbe          | 9      |
| Parti démocratique de Serbie | 7      |
| Mouvement serbe du renouveau | 7      |
| Parti socialiste de Serbie   | 6      |
| Ligue pour Užice             | 6      |
| Mouvement Force de la Serbie | 5      |
| G17 Plus                     | 4      |
| Alliance civique de Serbie   | 4      |
| Alternative démocratique     | 3      |

En 2004, Petar Ristović, membre du Mouvement serbe du renouveau (SPO), le parti monarchiste de Vuk Drašković, a été élu président (maire) de la municipalité d'Užice ; mais à la suite d'une crise politique survenue en 2006, Tihomir Petković, membre du Parti démocratique de Serbie (DSS) du premier miniastre Vojislav Koštunica, a été désigné pour le remplacer dans cette fonction.

### Élections locales de 2008
En tant que ville (en serbe : Град et Grad), Užice est dotée d'un maire (gradonačelnik) à part entière élu pour quatre ans, qui exerce des fonctions représentatives et exécutives, ainsi que d’un gouvernement ou conseil municipal (en serbe : gradsko veće). Une assemblée municipale (skupština grada), composée de 66 membres, est élue pour quatre ans en même temps que le maire ; elle représente le pouvoir législatif de la ville.
À la suite des élections locales serbes de 2008, les 67 sièges de l'assemblée municipale d'Užice se répartissaient de la manière suivante, :
| Parti                                                                                            | Sièges |
| ------------------------------------------------------------------------------------------------ | ------ |
| Pour un Užice européen                                                                           | 29     |
| « Pour la victoire d'Užice » : Parti démocratique de Serbie - Nouvelle Serbie - Ligue pour Užice | 16     |
| Parti radical serbe                                                                              | 12     |
| Parti socialiste de Serbie - Parti des retraités unis de Serbie - Serbie unie                    | 7      |
| Parti libéral-démocrate                                                                          | 3      |

Jovan Marković, membre du Parti démocratique du président Boris Tadić et chef de la coalition Pour un Užice européen, variante locale de la liste Pour une Serbie européenne soutenue par Tadić, est devenu le premier maire d'Užice, ; sa majorité était composée du Parti démocratique (DS), du parti G17 Plus, du Mouvement serbe du renouveau (SPO), du Parti libéral-démocrate (LPD), du Parti socialiste de Serbie (SPS) et de ses alliés. Radiša Marjanović, membre du Parti socialiste de Serbie a été élu président de l'assemblée municipale,.

## Architecture

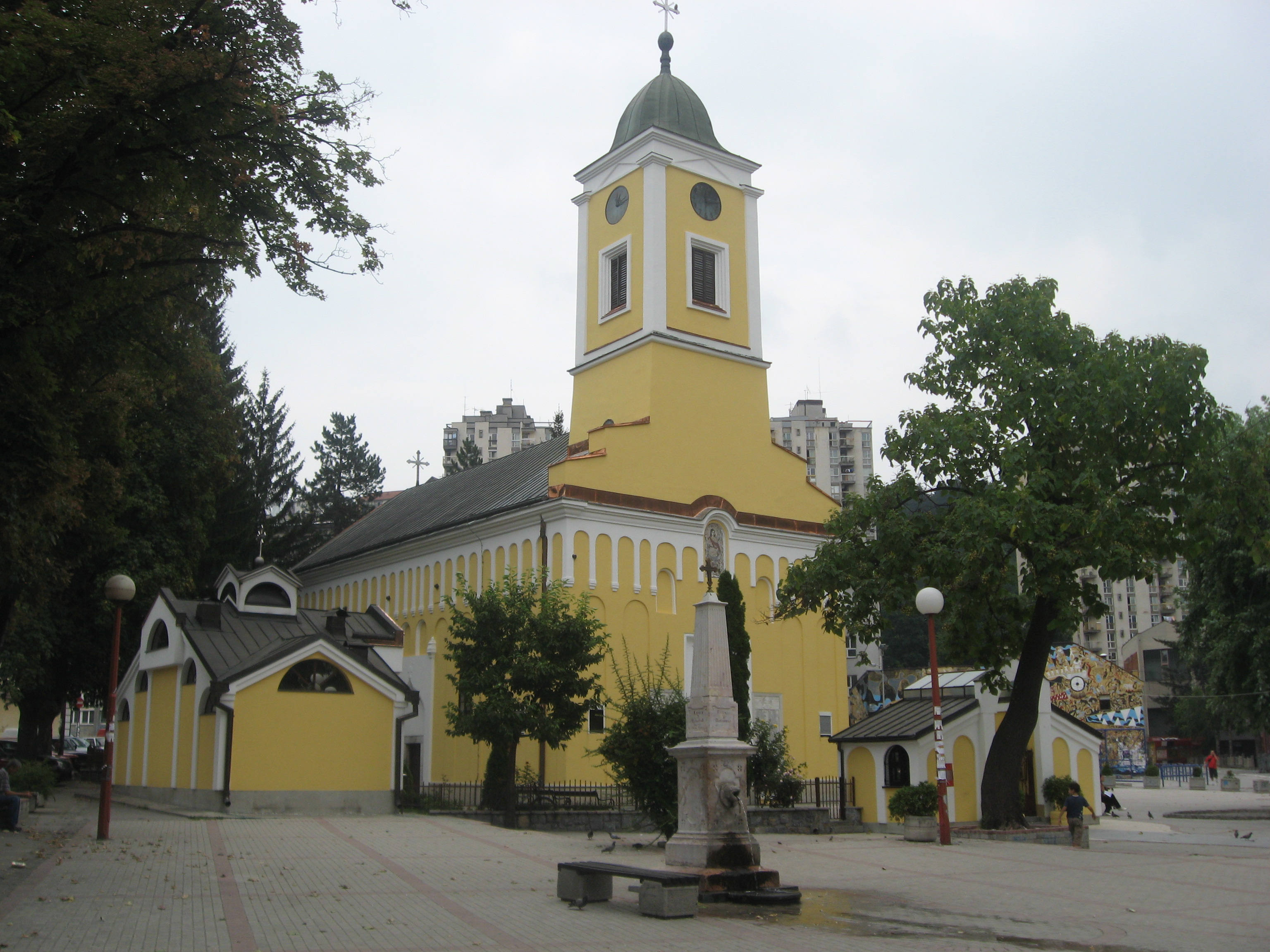
L'église Saint-Georges d'Užice.

Užice abrite plusieurs édifices ou ensembles classés sur la liste des monuments culturels de Serbie, à commencer par les ruines de la forteresse médiévale (en serbe cyrillique : Ужички Град ; en serbe latin : Užički Grad), qui remontent au XIVe siècle ; cette forteresse est construite sur une hauteur qui domine la vallée de la Đetinja et la ville actuelle. L'église Saint-Marc est mentionnée pour la première au XVIIIe siècle et qui, dans son état actuel date de 1828 ; elle est dotée d'une tour-clocher en bois et abrite une iconostase, probablement peinte en 1851 par Dimitrije Posniković. L'église Saint-Georges, construite entre 1842 et 1844, a été ornée de fresques et d'icônes de 1851 à 1856 ; ces peintures ont été réalisées par Dimitrije Posniković et Milija Marković. On peut encore citer le bâtiment de la Municipalité d'Užice, le Lycée d'Užice et, surtout, la maison Jokanović (Jokanovića kuća), construite dans la deuxième moitié du XIXe siècle, et, dans le domaine industriel, la Vieille centrale hydroélectrique sur la Đetinja (Stara Hidrocentrala na Đetini), classée, et dont le bâtiment administratif a été construit entre 1898 et 1900.
Quelques bâtiments classés sont liés à la république d'Užice et aux Partisans yougoslaves, comme celui du Musée du soulèvement de 1941, qui abrite aujourd'hui le musée national, et celui de l'imprimerie du journal Borba.
L'actuel centre-ville d'Užice se caractérise par la présence de nombreux bâtiments modernes, dont la plupart relèvent de l'architecture brutaliste.

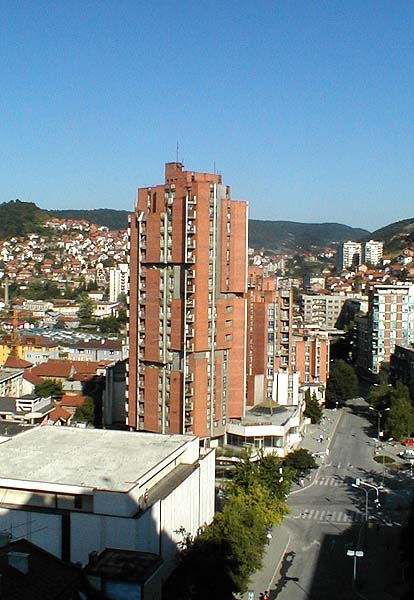
Le centre-ville d'Užice

## Culture
Le Théâtre national d'Užice (en serbe : Narodno pozorište Užice) a été créé en 1945, prolongeant une tradition d'art dramatique qui remonte à 1856 ; la première représentation du théâtre dans sa forme actuelle fut donnée le 4 septembre 1945, avec une représentation de Gospođa ministarka (Madame la Ministre) de Branislav Nušić. Le musée national de la ville, situé sur la place centrale, a été créé en 1947 ; il est divisé en plusieurs départements : archéologie, histoire, ethnographie et histoire de l'art. Il gère aussi l'ensemble mémoriel de Kadinjača, dédié aux Partisans communistes tués le 29 novembre 1941 sur la colline de Kadinjača et la maison Jokanović (Jokanovića kuća) ; il abrite une donation consacrée au peintre, sculpteur et écrivain Mihailo Milovanović (1879-1941) ; le musée réalise la publication de livres et de catalogues. La Bibliothèque nationale de la ville (Narodna biblioteka Užice) remonte à la création de la Salle de lecture (Užičko čitalište), créée en 1856 et qui prit sa forme actuelle en 1961 ; elle abrite aujourd'hui environ 190 000 ouvrages et documents, met à disposition 130 périodiques et une connexion Internet ; par les manifestations qu'elle organise, elle participe également à la vie culturelle de la région. Parmi les autres institutions culturelles, on peut signaler les Archives historique d'Užice. Depuis 1990, la ville possède une galerie municipale (Gradska galerija) de peinture, qui présente des collections d'art yougoslave moderne et contemporain et organise des expositions d'artistes contemporains étrangers. Le Centre culturel municipal (Gradski kulturni centar) a été créé le 26 juillet 2010 ; il se définit comme un centre consacré à la musique, à l'éducation, au folklore, aux activités de loisirs, à la danse et aux arts.

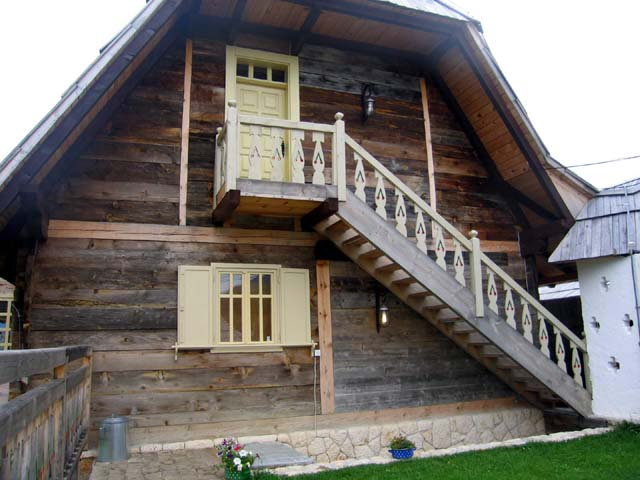
La salle de cinéma de Küstendorf/Drvengrad

Le festival international de musique pour les enfants Ljubav naša je planeta (« L'amour est notre planète »), organisé par le Théâtre national, a lieu fin mars,. Le Festival international de tamboura (Međunarodni tamburaški festival), lui aussi organisé par le Théâtre national, se déroule au mois de mai,. Le Festival de blues et de rock In wires se déroule également en mai et les Journées du patrimoine de Mokra Gora (Zavičani dani Mokra Gora) en juin. La galerie municipale organise une manifestation appelée Noć grafita (« La Nuit des graffiti »), centrée sur l'art urbain contemporain.
En 2008, le réalisateur Emir Kusturica a créé le Festival international du film et de la musique de Küstendorf, qui a lieu à Küstendorf/Drvengrad, le « village en bois », près de Mokra Gora ; organisé autour d'une compétition de courts-métrages à laquelle participent de jeunes réalisateurs et des étudiants en cinéma, trois récompenses principales y sont décernées : l'Œuf d'or, l'Œuf d'argent et l'Œuf de bronze. La création de ce festival s'inscrit dans le prolongement d'une École de cinéma ouverte dans le village en 2005. Lors de l'édition 2011 de cette manifestation, le ministre serbe de la culture Nebojša Bradić a annoncé l'ouverture d'une Maison des écrivains à Küstendorf, apportant par ailleurs un soutien de 25 millions de dinars au festival.
La musique et les traditions populaires de la région d'Užice sont connues au niveau international, notamment grâce à une danse appelée Užičko kolo, le « kolo d'Užice »,. Le village de Zlakusa, situé à 13 km de la ville compte une trentaine de maîtres potiers ; en août, la Colonie internationale de la céramique d'art (Međunarodna kolonija umetničke keramike Zlakusa) y accueille des rencontres entre artisans et artistes spécialistes de la céramique ; cette manifestation est organisée par Sofija Bunardžić, peintre et céramiste, professeur à l'école d'art d'Užice, qui, par ailleurs, a lancé un projet de recherches pour découvrir de nouveaux procédés de fabrication ; elle a appelé sa technique Zlakusa ou Sofija-Zlakusa.

## Sport

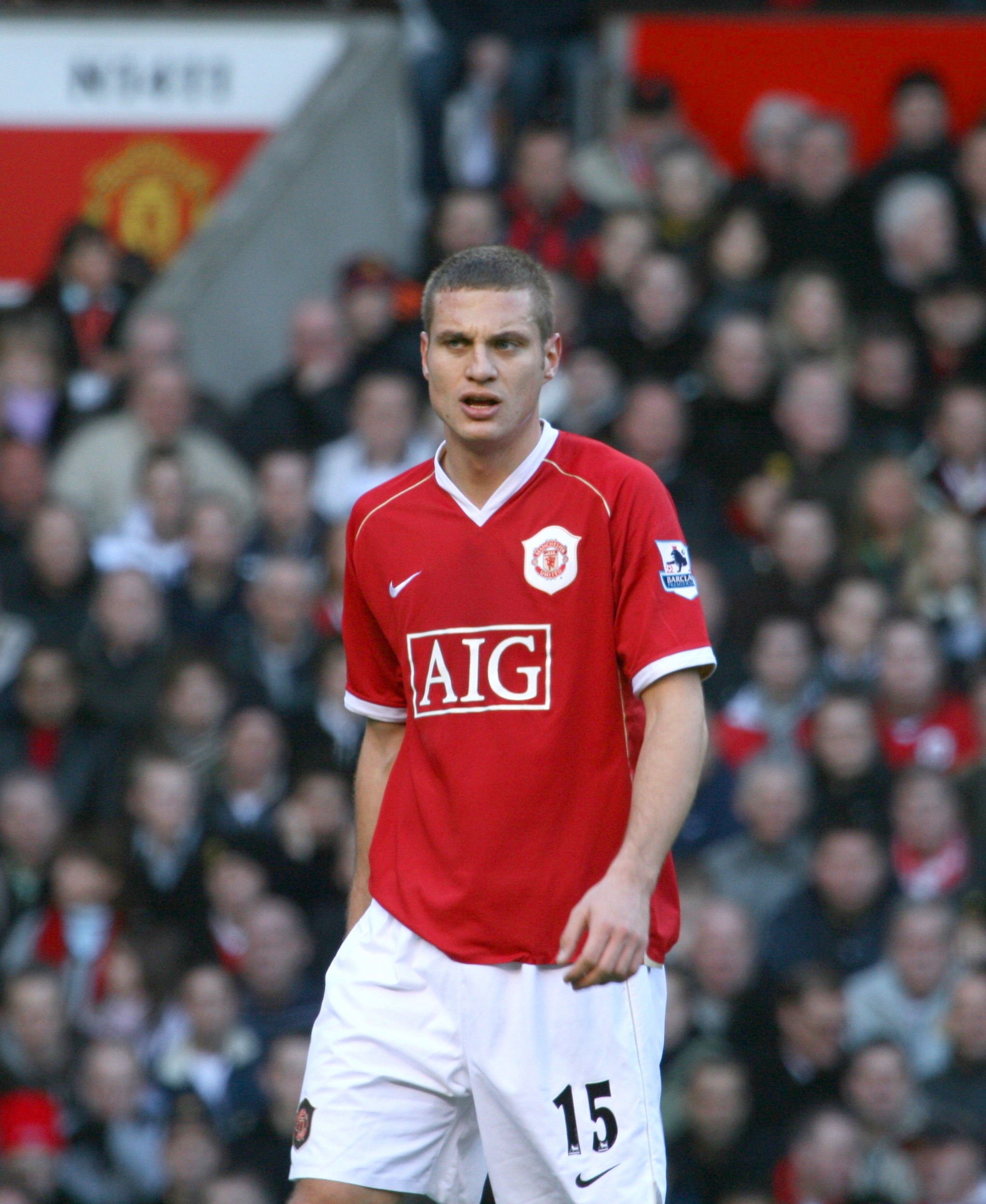
Le footballeur Nemanja Vidić, né à Užice

En 2007, Užice et le territoire de la ville abritaient 60 clubs représentant 26 disciplines et réunissant en tout 4 877 sportifs.
La ville possède plusieurs clubs de football, dont le FK Sloboda Užice, fondé en 1925 par Miloš Marković, et le FK Sevojno, fondé en 1950, qui a fait une apparition en première division du championnat de république fédérale de Yougoslavie de football en 1996. On y compte aussi 6 autres clubs : le FK Jedinstvo Putevi, créé en 1961 et qui fut le premier club de Nemanja Vidić, le FK Zlatibor, le FK Prvi Partizan, le FK Siti, le FK Tara et le FK Bioska, fondé en 1971,. Le volley-ball est représenté par l'OK Jedinstvo Užice, fondé en 1968, et le basket-ball par le KK Sloboda Užice, fondé en 1945 et qui participe fréquemment au championnat de Serbie de basket-ball. L'athlétisme est représenté par les clubs AK Mladost et AK Užice et le sport automobile par la section locale de l'Association auto-moto de Serbie (en serbe : Auto moto savez Srbije, AMSS).
L'installation sportive la plus importante de la ville est le complexe du Veliki park (« le Grand parc »), créé en 1975 ; on y trouve notamment des terrains pour le football et le basket-ball et une salle de sport (sportska dvorana) qui peut accueillir 2 200 spectateurs, avec des équipements pour la gymnastique, l'escalade et où l'on organise aussi des concerts et toutes sortes de manifestations culturelles ; le parc lui-même dispose d'une piscine où l'on pratique notamment le water-polo, ainsi que des aménagements pour les enfants (toboggans, balançoires etc.). La Balon hala Colori, située dans le quartier de Krčagovo, est une salle de sport disposant d'un terrain recouvert d'herbe artificielle ; on y pratique notamment le football et le tennis et la salle abrite aussi une école de formation dans ces deux disciplines.

## Éducation

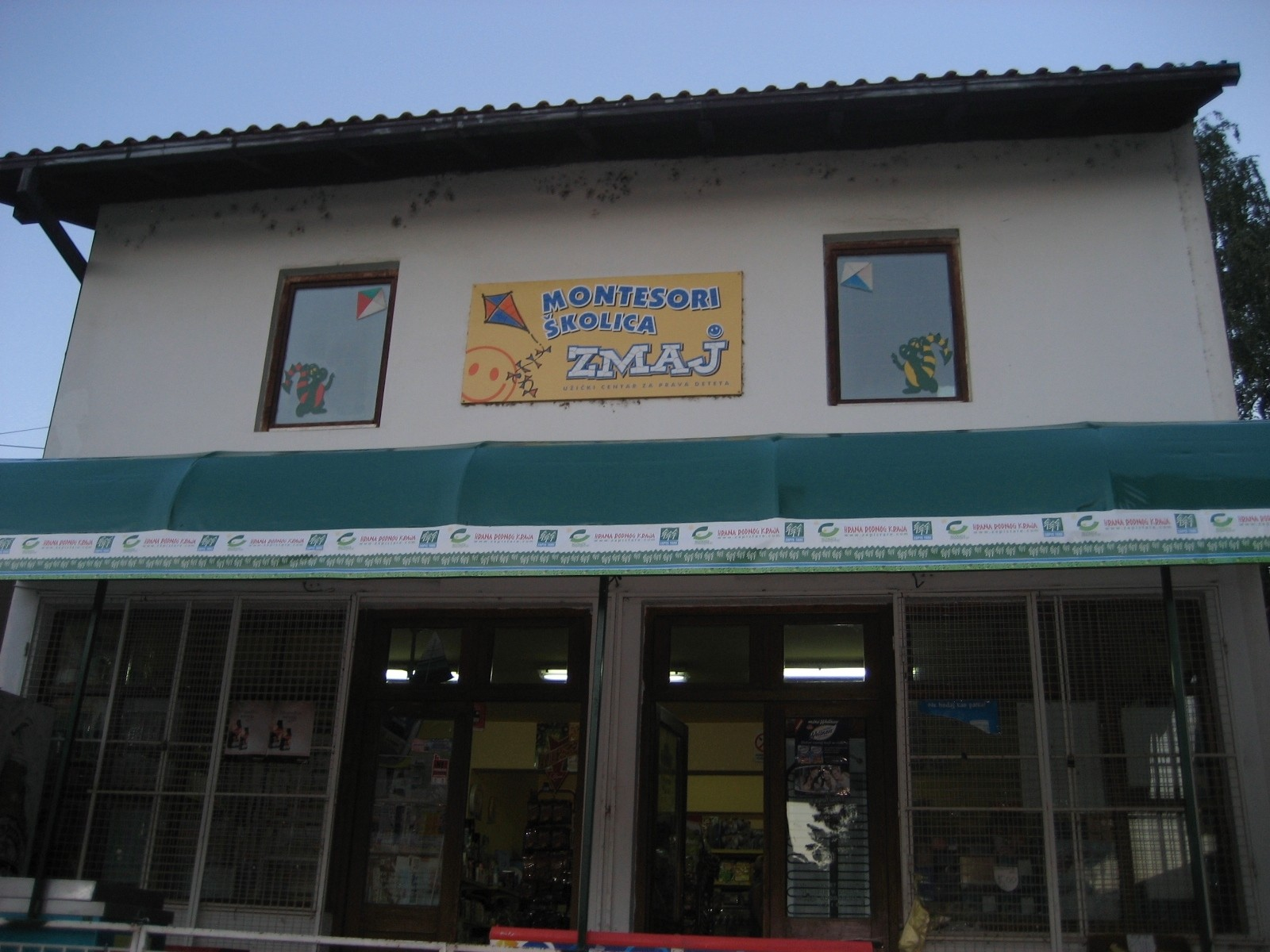
L'école Montessori Zmaj à Užice

Užice intra muros dispose de six établissements d'enseignement préscolaires (en serbe : predškolsko ustanove), les écoles maternelles Bajka, Proletarac, Zaka, Neven, Leptirić et Bambi ; un septième établissement, l'école Maslačak, est située dans la localité de Sevojno. La ville dispose en plus d'une école où l'on pratique la pédagogie Montessori, l'école Zmaj, ouverte en 1998.
La ville intra muros abrite aussi cinq écoles élémentaires (osnovne škole) : la Première école élémentaire du roi Pierre II (Prva osnovna škola Kralja Petra II), l'école Nada Matić, créée en 1955, l'école Dušan Jerković, elle aussi créée en 1955, l'école Stari Grad (« vieille ville »), qui a ouvert ses portes en 1965, et la cinquième école Slobodan Sekulić, créée en 1976. Quatre autres écoles sont installées dans des localités avoisinantes : l'école Aleksa Dejović de Sevojno, créée en 1889, l'école Miodrag Milovanović Lune de Karan, l'école Bogosav Janković de Kremna et l'école Đura Jakšić de Ravni. Il existe aussi dans la ville intra muros deux écoles élémentaires spécialisées, l'une pour les enfants malentendants, l'école Miodrag V. Matić, créée en 1957, et l'école de musique Vojislav-Lale Stefanović, qui a ouvert ses portes en 1977. L'institution Zlatibor, créée en 1956, gère deux centres pour les enfants, l'un dans les monts Zlatibor, l'autre à Bečići, au bord de la mer Adriatique ; on y organise notamment des classes de plein air et des activités sportives.
Užice possède six établissements d'études secondaires (srednje škole). Le Lycée d'Užice (Užička gimnazija) a ouvert ses portes en 1839, ce qui en fait le lycée le plus ancien de cette partie de la Serbie ; le bâtiment qui l'héberge aujourd'hui a été construit entre 1891 et 1893. L'école technique (Tehnička škola) a été créée en 1961 ; elle forme des techniciens dans les domaines du génie mécanique, de la métallurgie, du génie électrique, de la géologie et des mines ; dans les années 2000, l'école s'est enrichie de formations dans le domaine du design graphique. La ville abrite une autre école technique, l'école Radoje Ljubičić, qui prépare aux métiers du transport, de la construction, du textile et de la coiffure. On y trouve aussi une école d'économie (Ekonomska škola). L'école secondaire de médecine (Medicinska škola), qui forme du personnel de santé et, notamment, des infirmiers, a ouvert ses portes en 1979. Užice possède aussi une école d'art (Umetnička škola), créée en avril 2002.
La ville accueille deux établissements d'études supérieures : l'École supérieure technico-commerciale d'études professionnelles (Visoka poslovno-tehnicka skola strukovnih studija Uzice) et la Faculté de formation des enseignants (Učiteljski fakultet), qui dépend de l'université de Kragujevac.

## Économie

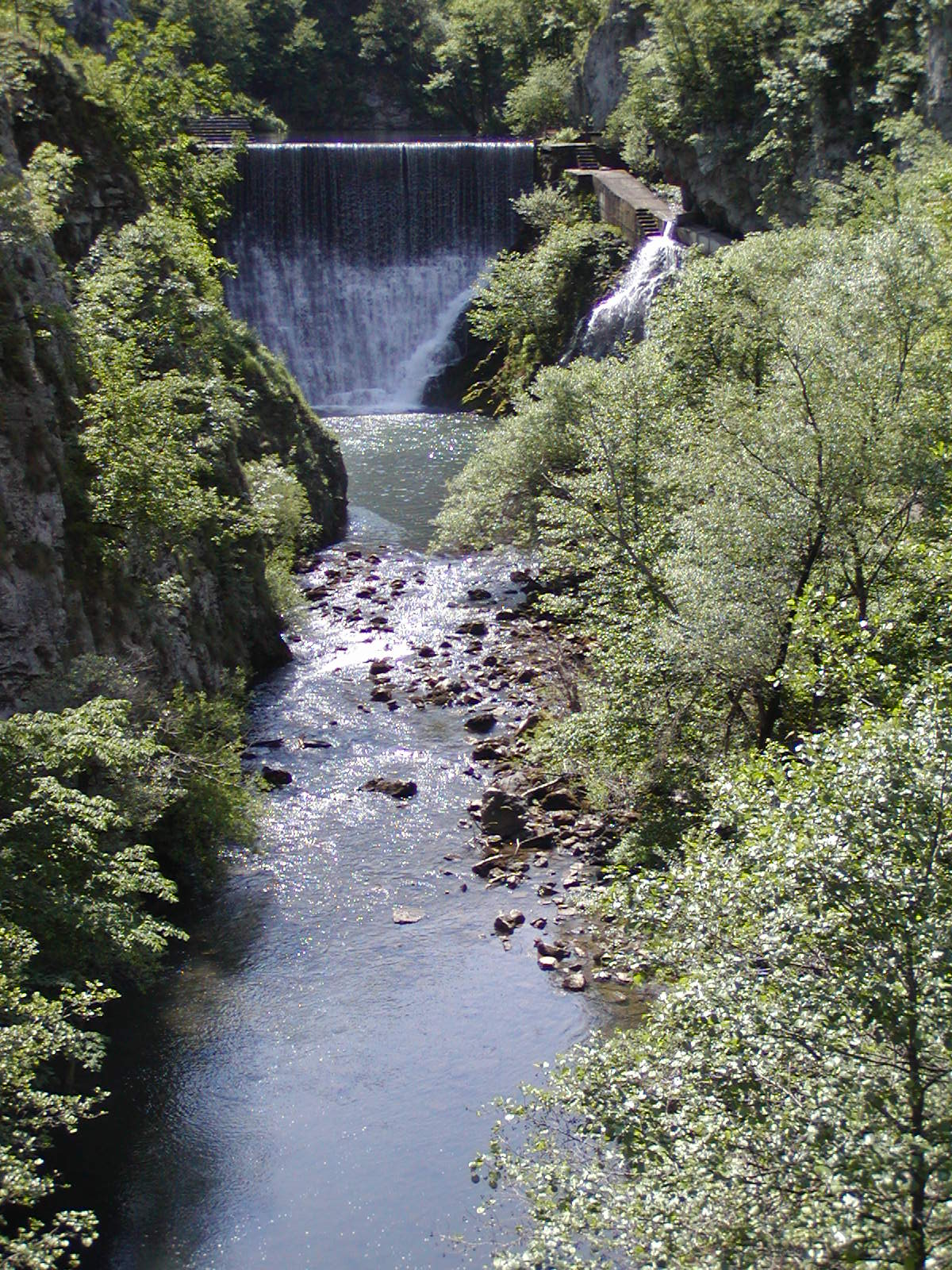
Barrage sur la Đetinja

### Agriculture, entreprises agricoles et agroalimentaire
La région d'Užice bénéfice d'un certain nombre d'atouts dans le domaine de l'agriculture. Située dans une zone de collines ou de moyenne montagne, elle est propice à l'élevage, notamment celle des bovins et des ovins, dont la viande est commercialisée. On y produit du lait et des produits laitiers comme le kajmak, obtenu par fermentation de matières grasses extraites lors de la cuisson du lait cru de vache. Bœufs et porcs sont également vendus en charcuterie, sous forme de viande, de jambon ou de saucisses fumées à la manière d'Užice. Le territoire de la ville est une zone de production de pommes de terre et de fruits, notamment les pommes et les prunes mais on y récolte aussi des champignons, des fraises et des baies sauvages, comme la myrtille, ou encore des herbes médicinales.
Beaucoup d'entreprises agricoles ou d'industries du secteur agroalimentaire se greffent sur ces productions locales, comme Trgoagent, créée en 1992 qui achète, transforme et exporte des framboises, ainsi que d'autres fruits sauvages, des herbes et des champignons ou encore Florapak, qui met en conserve des légumes et des fruits. Avec les fruits de la région, plusieurs sociétés fabriquent de la rakija, comme RB Global qui vend ses produits sous le label Stara Sokolova (« Vieux faucon »), la coopérative Lunovo Selo ou Zlatna dolina et Dragomir–Beli Kovačević à Karan. Les sociétés Vojna Ustanova Tara à Ponikve près de Bioska, Agroponik et Agro Trade à Užice exploitent la production de pommes de terre. L'Association des apiculteurs Užice (Društvo pčelara Užice) a été fondée en 1937.
La société Produkt Šopalović travaille dans la transformation de la viande. D'autres travaillent dans la boulangerie, comme Danex, créée en 1990, qui fabrique du pain et de la pâtisserie. Blue moon, créée en 1994, fabrique des boreks à la viande et au fromage, ainsi que des lepinjas et toutes sortes de pitas. Dans ce secteur, parmi d'autres, on peut encore citer Užičanka 91, Dukat, Jufka ou Poljoproizvod. Aroma pak, une société créée en 1990, travaille dans le domaine de la confiserie.

### Industrie
Užice est une ville industrielle qui, à elle seule, représente 30 % de la production de ce secteur dans la région ; la plus grande partie de cette production est exportée. L'activité économique est stimulée par la Chambre régionale de commerce de la ville (en serbe : Regionalna privredna komora Užice), active dans tout le sud-ouest de la Serbie, et par l'Agence régionale de développement Zlatibor (Regionalna razvoja agencija Zlatibor), fondée en 2002 par le gouvernement de la Serbie, par la municipalité d'Užice, par la Chambre de commerce, par l'Association des entrepreneurs d'Užice, avec le soutien de la Vojvođanska banka de Novi Sad et l'Alpha Bank de Belgrade. La ville voisine de Sevojno est elle aussi une localité industrielle.

#### Métallurgie
L'industrie de la métallurgie constitue le principal fournisseur d'emplois de la ville et de sa région. Dans le secteur des métaux non ferreux, Valjaonica bakra, créé en 1952 à Sevojno, fabrique toutes sortes d'objets en cuivre (tubes, feuilles, barres, fils etc.), notamment à travers sa filiale Valjaonica Femod. La société Impol Seval, créée en 1975 et elle aussi basée à Sevojno, travaille dans le domaine de l'aluminium ; elle produit des bandes de métal roulées à chaud ou à froid, ainsi que des feuilles et des plaques ; elle produit également des tubes, des tôles ondulées, des plafonds suspendus, des stores vénitiens et des volets roulants ; les produits réalisés sont fabriqués avec de l'aluminium, en alliage avec du magnésium et du manganèse et sont utilisés dans la construction, l'industrie de l'automobile, la fabrication de conteneurs, l'industrie électrique, l'agriculture, l'imprimerie et la fabrication de matériel de camping ; la société slovène Impol détient la majorité du capital de l'entreprise ; Impol Seval entre dans la composition du BELEXline, l'un des trois indices de la Bourse de Belgrade.
Prvi Partizan (« Premier Partisan), créée en 1928, fabrique des munitions pour les pistolets, les révolvers et les armes de chasse, ainsi que des munitions pour l'armée, travaillant en partenariat avec l'usine d'armement Zastava de Kragujevac ; elle fabrique également des équipements médicaux et pharmaceutiques. Autoventil, qui fait partie du groupe Prvi Partizan, fabrique des pièces pour les moteurs des véhicules automobiles, des locomotives, des bateaux ou des tracteurs ; Sinter fabrique notamment des poudres métalliques à base de bronze, de zinc, d'étain, de laiton, de plomb et cuivre ; Metaloprerada travaille dans la transformation des métaux, fabriquant des alliages métalliques ainsi que des éléments métalliques pour la réfrigération et même des panneaux de signalisation ; Corun produit des pièces pour le fraisage des métaux durs ; ABC proizvod, créée en 1990, travaille dans le domaine de la chaudronnerie et fabrique aussi des systèmes de chauffage central. Voksal est une entreprise fondée en 1965 et qui fabrique des outils en métaux durs ; elle utilise la technologie PIN, utilisée dans les avions, l'industrie automobile, l'industrie électronique, la médecine et l'ingénierie. Elektrotermija, créée en 1984, fabrique des résistances électriques pour toutes sortes de matériel de chauffage. Parmi les autres entreprises du secteur métallurgique, on peut citer Izolater, Turbo servis, MDM, MTK Metal-komerc, Alprom ou Sinma Fasau.

#### Autres
L'industrie chimique est représentée par de petites et moyennes entreprises, dont la plus connue est l'usine Kotroman à Mokra Gora ; cette entreprise fait partie du groupe SHTS, un acronyme pour Savez Hemičara i Tehnologa Srbije (« Association des chimistes et ingénieurs chimistes de Serbie ») ; elle produit notamment des matériaux en PVC, de la peinture et des vernis. Bel Plast produit des films plastiques en rouleau, des sacs plastiques et des emballages souples ; ATM Sevojno et Divi fabriquent toutes sortes d'emballages en plastique,. Dratex, à Sevojno, est spécialisée dans la fabrication de cintres en plastique. Largo, créée en 2001, fabrique des produits en gomme ou en silicone pour l'industrie électrique, l'industrie automobile et la construction. Marking, créée en 1992, produit du sulfate d'aluminium.
Dans le domaine de la construction et du génie civil, on peut citer la société Putevi, créée en 1962, spécialisée dans la construction de pistes pour le sport et de stades ; elle travaille également dans le domaine des infrastructures routières. Parmi les nombreuses autres entreprises du secteur, on peut citer Jedinstvo, qui installe des systèmes de chauffage, de ventilation, de drainage et d'irrigation.
L'industrie textile joue un rôle important dans l'économie d'Užice, notamment à travers la société Kadinjača, qui a été créée en 1945 et privatisée en 2003 ; cette entreprise fabrique des vêtements, notamment des manteaux et des vestes d'hiver, et elle possède une chaîne de distribution qui compte 12 magasins en Serbie, à Belgrade, Obrenovac, Užice, Priboj et Požega. La société Textil fabrique des produits à base de lycra, de viscose, de lin, de satin ou de soie ; Onix, créée en 1990, fabrique des textiles et des vêtements et Atelje Boss, créée en 1991, des rideaux, des tentures, des draps ou des nappes. Alisina bebe, créée en 1992, créée des vêtements pour les enfants en bas âge. Plusieurs entreprises sont engagées dans la fabrication de meubles. La société Atlas, dont le siège est à Sevojno, a été créée en 1994 ; elle fabrique du mobilier matelassé, canapés et fauteuils, exporté en France, au Royaume-Uni, en Moldavie et dans les pays de l'ex-Yougoslavie ; Bugi enterijeri fabrique du mobilier, notamment pour les cuisines et les salles de bain ; Šaber produit également du mobilier mais en privilégiant des structures métalliques ; Rosulje, créée en 1998, fabrique du mobilier notamment pour les entreprises, les restaurants, les salons de coiffure et de beauté.
L'imprimerie est une activité traditionnelle de la ville, avec un premier atelier fondé à Vrutci au XVIe siècle. L'imprimerie Grafičar a été créée en 1985. D'autres sociétés travaillent dans le graphisme, le design de marque ou le web design.

### Services
Avec ses banques et ses sociétés d'assurance, Užice constitue également une importante place financière du sud-ouest de la Serbie. Vingt banques sont présentes dans la ville : AIK banka, Alpha Bank Srbija, Agrobanka, Banka intesa, Banka Poštanska štedionica, KBM banka, Čačanska banka, Eurobank EFG, Erste Bank, Komercijalna banka, Marfin Bank, Meridian Bank, Metals banka, ProCredit Bank, Raifeisen banka, Société Générale Srbija, Unicredit Bank Srbija, Univerzal banka, Vojvođanska banka et la KBC banka. Užice offre également les services de plusieurs compagnies d'assurances : Dunav osiguranje, DDOR Novi Sad, Delta Generali, Uniqa osiguranje, Wiener Städtische osiguranje ou Takovo osiguranje Kragujevac.
Sur le plan du commerce, plusieurs chaînes de grande distribution sont présentes dans la ville, comme Delta Maxi ou Idea ; Kolori Užice est une compagnie commerciale engagée dans le commerce de gros et de détail. PTP Terazije importe et vend, en gros ou en détail, des pièces de rechange pour les automobiles, ainsi que des peintures et des vernis ; elle gère une vingtaine de magasins de détail, à Užice, Požega, Arilje, Zlatibor, Čačak, Smederevo et Gornji Milanovac.
Užice abrite également l'entreprise de transport Zlatan prevoz, créée en 2001, qui assure le transport des voyageurs par autobus et autocars dans la ville intra muros et dans les localités avoisinantes, ainsi que le transport national et international.
Le tourisme, l'hôtellerie et la restauration figurent parmi les activités économiques importantes de la ville et de sa région.

## Tourisme

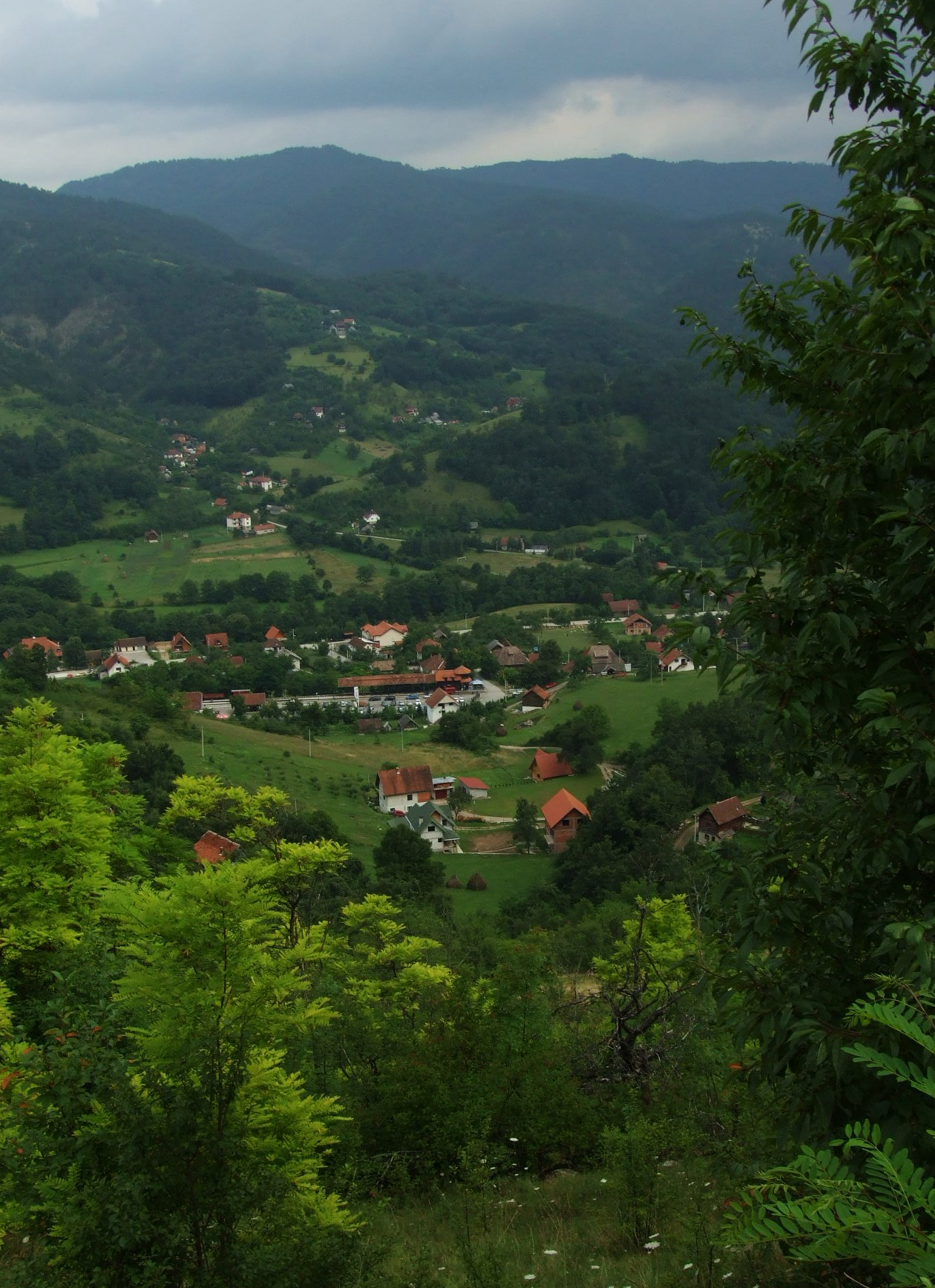
Mokra Gora vue de Küstendorf/Drvendrag

Užice est située à proximité des parcs naturels des monts Tara et des monts Zlatibor. Parmi les sites naturels de la ville figure la grotte de Potpeć. La Jelova gora, qui fait partie de l'ensemble des monts Maljen et Povlen situé dans le groupe de montagnes de Podrinje-Valjevo, l'une des franges orientales des Alpes dinariques, culmine au pic de Đakov kamen (1 003 m) ; cette montagne constitue un des sites privilégiés de la région. Le parc naturel de Šargan-Mokra Gora abrite de nombreuses gorges, comme celles du Suvi Potok, de l'Ograđenica, de la Kamišna, de la Dubošca, de la Đoga et du Skakavac, particulièrement riches en vie sauvage ; le mont Vao (1 219 m) est entouré par les hameaux de Timotijevići, Podstenje, Turudići et Milekići ; cette montagne calcaire possède de nombreuses grottes dont les plus connues sont celles de Hajdučka et de Crvena ; la flore abonde dans le parc, avec des espèces comme Centaurea alpina, Orno-Ostryetum, Halacsya sendtneri, Potentilla mollis ou Potentillo-Halascyetum sendtneri et, parmi les espèces animales les plus remarquables, on peut citer le grand tétras (Tetrao urogallus) ou l'ours brun (Ursus arctos).

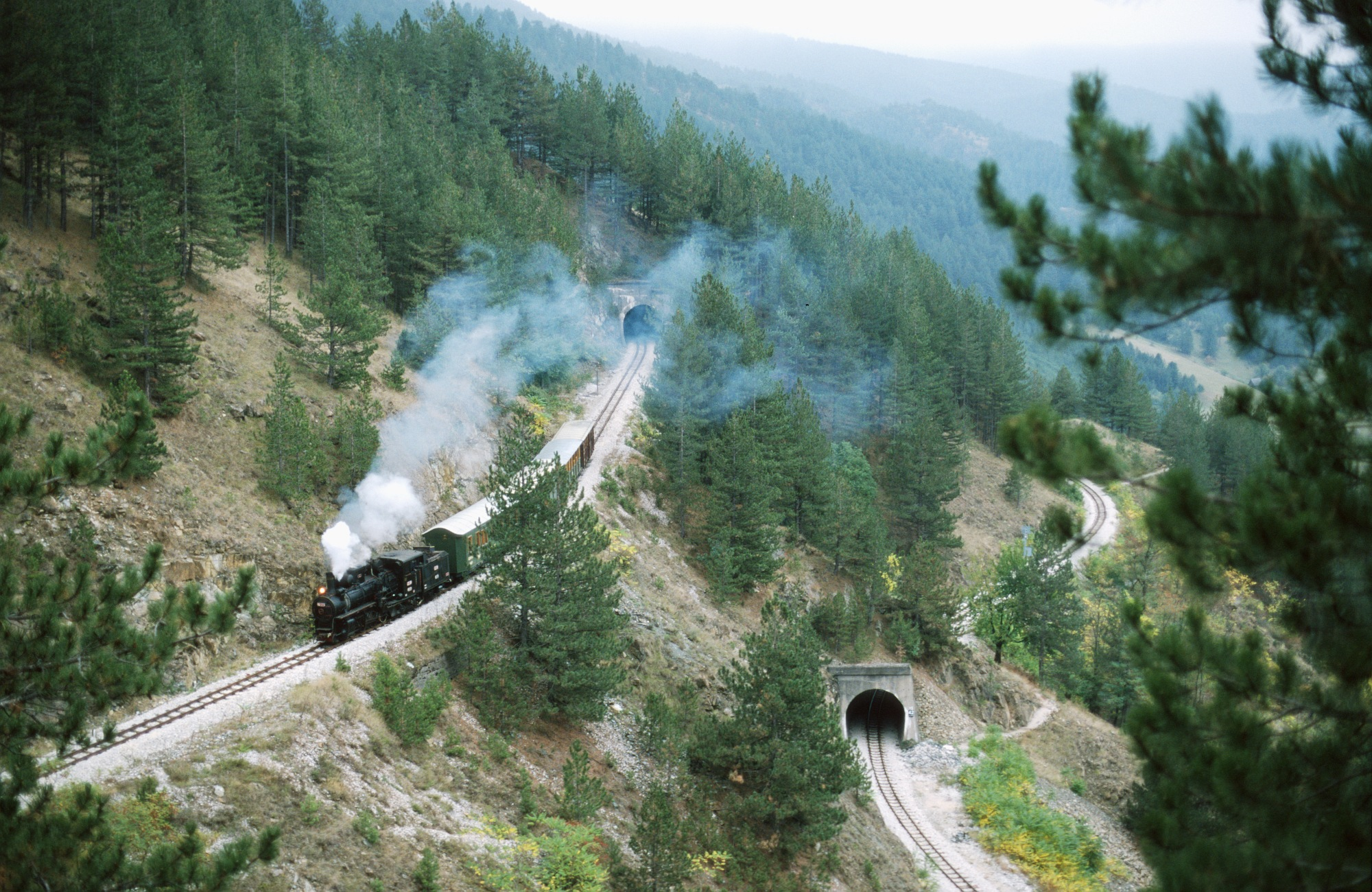
Le Huit de Šargan

Le tourisme rural est possible dans les monts Tara, à Mokra Gora et dans ses environs, à Kačer, à Kremna, à Potpeć, à Ribaševina, à Ravni, à Tatinac, sur la Jelova gora, et à Zlakusa. À Užice, il est possible de pratiquer la pêche sportive ou la chasse. La Société de chasse Aleksa Dejović (en serbe : Lovačko udruženje Aleksa Dejović), créée 1994, gère un domaine de 54 334 ha, dont 50 427 ha sont dévolus à cette activité sportive ; on y trouve des chevreuils, des sangliers, des chamois, des ours, des lièvres, des faisans ou encore des perdrix.

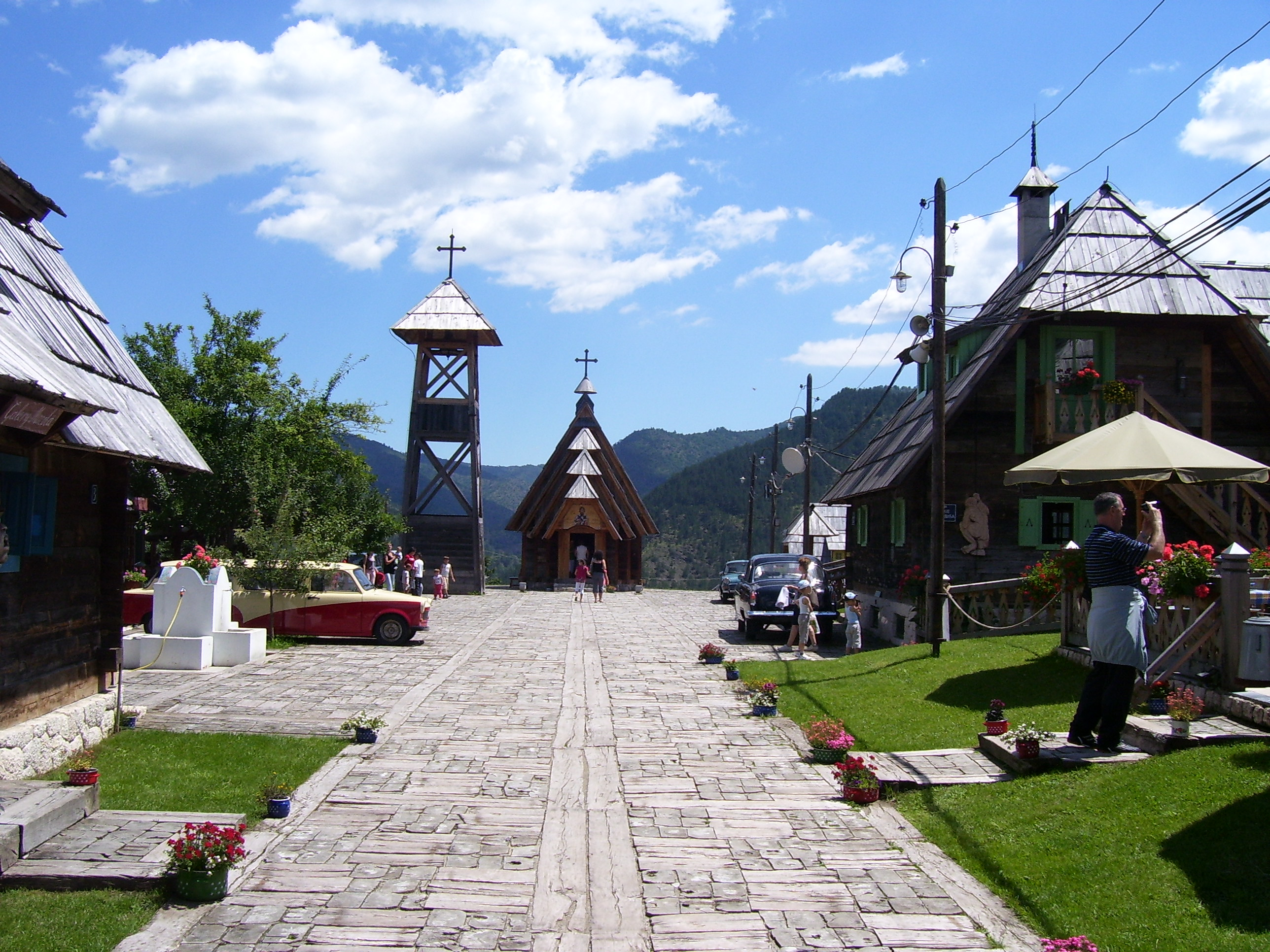
La rue principale de Küstendorf/Drvengrad

Le Huit de Šargan (en serbe : Шарганска осмица et Šarganska osmica), constitue une attraction pour de nombreux visiteurs ; cette ligne de chemin de fer touristique, longue d'environ 15 km, relie les villages de Mokra Gora et de Šargan Vitasi ; elle doit son surnom au fait que, vue du ciel, elle ressemble à un "8", disposition qui permet au train de gravir progressivement la pente escarpée de la montagne,. Le réalisateur serbe Emir Kusturica a popularisé cette ligne grâce son film La Vie est un miracle. Près de Mokra Gora, Kusturica a fait construire le village de Küstendorf, connu aussi sous le nom de Drvengrad, le « village en bois » ; bâtie de toutes pièces par le réalisateur Emir Kusturica pour les besoins de son film, il s'agit de la reconstitution d'un village serbe typique du XIXe siècle. En raison de sa qualité, le village a remporté en 2005 le prix européen d'architecture Philippe Rotthier pour la reconstruction de la ville. Il est aujourd'hui une destination particulièrement appréciée des touristes. En 2008, Kusturica y a créé le Festival international du film et de la musique de Küstendorf.
D'autres sites constituent des attractions touristiques, comme l'ethnoparc de Terzića avlija, situé à côté de Zlakusa, ; Zlakusa est par ailleurs réputée pour ses céramistes.
En plus de ses institutions culturelles et de ses monuments classés, Užice possède une plage et des promenades situées le long de la Đetinja. Parmi les curiosités de la région, on peut citer l'église blanche de Karan, elle aussi classée sur la liste des monuments culturels de Serbie ; elle a été édifiée entre 1340 et 1342,. Kremna conserve un ancien han qui remonte à la première moitié du XIXe siècle, typique de l'architecture balkanique. D'autres monuments classés de la région sont liés aux Partisans yougoslaves, comme l'Hôpital des Partisans à Krčagovo ou l'ensemble mémoriel de Kadinjača.

## Médias
Parmi les médias d'Uzice figure le journal Vesti, qui a été publié pour la première fois en octobre 1941 comme un organe de la république d'Užice. L'hebdomadaire Užička nedelja (« La Semaine d'Užice ») est également publié dans la ville.
Parmi les stations de radio, Radio Užice, qui fait partie du groupe de presse Vesti, a commencé à émettre en 1971. Radio 31 a commencé à émettre en 1993 ; à cette époque, elle était la première radio privée de l'est de la Serbie ; Radio Luna a commencé à diffuser ses émissions en 1995. On peut encore citer Radio Delfin, Radio Lav ou Radio SOS. Certaines chaînes de télévision sont associées à ces radios, comme TV Lav Užice et TV SOS. On peut encore citer TV5 Užice, ainsi que TV Prima, qui émet depuis la ville voisine de Bajina Bašta.

## Transports
Užice est située à 200 km de Belgrade, 190 km de Sarajevo, 240 km de Podgorica, 380 km de Skopje, 230 km de Niš et 260 km de Novi Sad. La ville est située sur la route européenne E761, qui, venant de l'ouest, commence à Bihać, Zenica et Sarajevo (en Bosnie-Herzégovine), passe à Užice et continue ensuite vers l'est à Čačak, Kraljevo, Kruševac, Paraćin et se termine à Zaječar ; cet axe constitue le chemin le plus court entre Bosnie-Herzégovine et la Bulgarie, la Grèce et la Turquie. La route européenne E763 conduit de Belgrade à Bijelo Polje au Monténégro et, au-delà, à la mer Adriatique. La ville est également reliée au réseau routier par la route nationale 21. La société Zlatan prevoz assure le transport des voyageurs par bus et autocars dans la ville intra muros et dans les localités avoisinantes, ainsi qu'un service de transport national et international.
La ligne ferroviaire Belgrade-Bar, l'une des principales de Serbie, traverse Užice. La gare de voyageurs est située en plein centre-ville, tandis que la gare de marchandises se trouve dans la zone industrielle de Krčagovo.
L'aéroport d'Užice-Ponikve (en serbe : Аеродром Ужице-Поникве et Aerodrom Užice-Ponikve - codes : UZC - LYUZ) ; également connu sous le nom de Aéroport Lepa Glava, est situé à une quinzaine de kilomètres du centre-ville. Construit au milieu des années 1980, il a été conçu à des fins civiles et militaires. Au cours des années 1990, il assurait des liaisons régulières avec Belgrade et Tivat (Monténégro). En 1999, il a été gravement endommagé par les bombardements de l'OTAN en Serbie lors de la guerre du Kosovo,. Sa reconstruction et sa conversion à l'aviation civile sont programmés par la ville d'Užice et, notamment, par la Chambre de commerce, à travers le programme européen RAIRdev (Regional Airports' Interaction for Regional Development),,.

## Personnalités
Ljubomir Stojanović (1860-1930), qui est à la fois une personnalité politique, un philologue et un académicien, est né à Užice. Parmi les écrivains, on peut citer Tadija Kostić (1863-1927), qui fut aussi prêtre et journaliste, né à Trnava ; le poète et dramaturge Miloš Perović (1874-1918), l'écrivain Milutin Uskoković (1884-1915), considéré comme un des créateurs du roman moderne en Serbie, le poète Ljubomir Simović, (1935-2025), et Steve Tesich (1942-1996), scénariste et romancier serbo-américain, sont originaires de la ville. Le peintre Mihailo Milovanović (1879-1941), qui fut également sculpteur et écrivain, est né à Gostinica et mort à Užice. Le sculpteur Simeon Roksandić (1874-1943) a été professeur au Lycée d'Užice. Le Partisan communiste Miodrag Milovanović Lune (1921-1944), héros national de la Yougoslavie, est né à Dobrodo.
Les footballeurs Slobodan Dogandžić (né en 1948) et Nemanja Vidić (né en 1981), ainsi que le joueur d'échecs Ljubomir Ljubojević (né en 1950) sont originaires de la ville. Le sport automobile est marqué par des personnalités comme Milun Vesnić, qui a été 18 fois champion de Yougoslavie, et par son fils Milovan (né en 1976), qui a été champion de Yougoslavie puis champion de Serbie-et-Monténégro et champion de Serbie.
- Miloš Perović (1874-1918), poète y est né

## Coopération internationale
Užice a signé des accords de partenariat avec les villes suivantes :
- Koursk (Russie) depuis 1967
- Ljutomer (Slovénie) depuis 1974
- Cassino (Italie) depuis 1980
- Vélès (Macédoine du Nord) depuis 1982